# جوليا آدمسون
جوليا آدمسون (بالإنجليزية: Julia Adamson)‏ هي عازفة قيثارة كندية وبريطانية، ولدت في 30 سبتمبر 1960 في بيتربرة في المملكة المتحدة.

## وصلات خارجية
- جوليا آدمسون على موقع ميوزك برينز (الإنجليزية)
- جوليا آدمسون على موقع ميوزك برينز (الإنجليزية)
- جوليا آدمسون على موقع أول ميوزيك (الإنجليزية)
- جوليا آدمسون على موقع ديسكوغز (الإنجليزية)
- جوليا آدمسون على موقع ديسكوغز (الإنجليزية)
- جوليا آدمسون على موقع ديسكوغز (الإنجليزية)